# Jinkx Monsoon

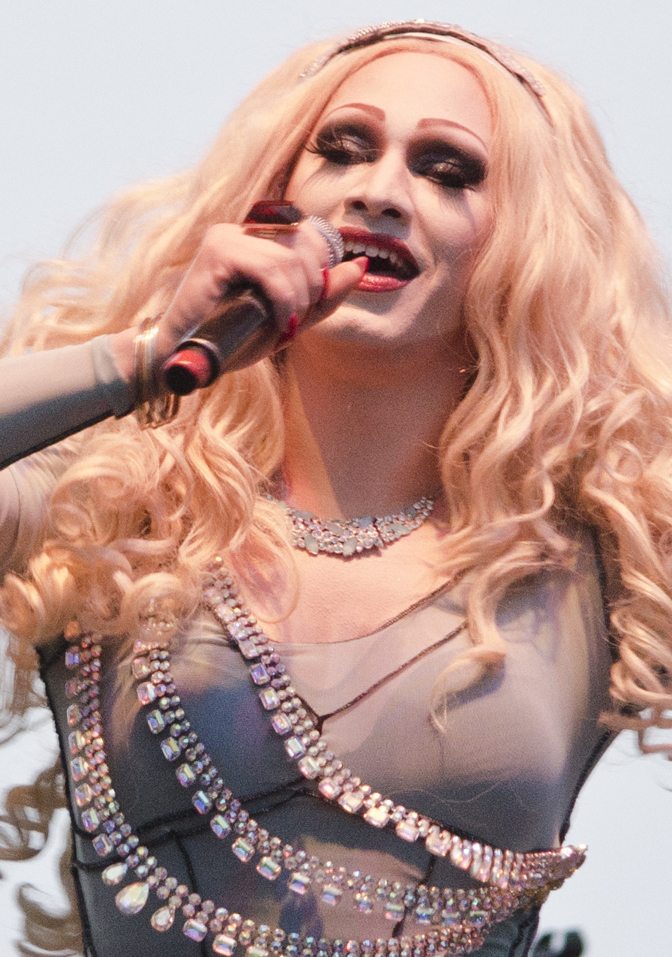
Jinkx Monsoon auf der Pride Parade in Washington, D.C. 2013

Jinkx Monsoon (geboren 18. September 1987 in Portland, bürgerlich Hera Hoffer) ist eine US-amerikanische Dragqueen, Komikerin, Schauspielerin und Sängerin. Sie wurde vor allem durch den Sieg der fünften Staffel von RuPaul’s Drag Race bekannt. Im Juni 2019 wurde Monsoon von New York zu einer der 20 einflussreichsten Dragqueens der Vereinigten Staaten gewählt. Von Mai bis Juli 2022 nahm sie mit anderen Gewinnerinnen an der siebten Staffel des Drag Race-Ablegers RuPaul’s Drag Race All Stars All Winners teil, die sie ebenfalls gewann. Monsoon ist somit die erste Teilnehmerin der Serie, die zwei Staffeln für sich entscheiden konnte.

## Leben
Hera Hoffer wuchs in Portland im US-Bundesstaat Oregon in einem katholischen Haushalt auf. Hoffer absolvierte erste Drag-Auftritte im Alter von 16 Jahren im örtlichen Escape Nightclub. Hoffer fand mit 18 Jahren heraus, russisch-jüdische Wurzeln mütterlicherseits zu haben. Deswegen sei Jinkx Monsoon ebenfalls jüdisch, damit Hoffer sich mit diesem Teil der Herkunft enger verbunden fühlen könne.
Hoffer arbeitete während des Studiums als Hausmeister und erhielt im Jahr 2010 einen Bachelor in Theaterwissenschaften am Cornish College of the Arts. Hoffer lebte von 2006 bis 2017 in Seattle und seit 2018 erneut in Portland. Anfang 2021 heiratete Hoffer den Lebensgefährten Michael Abbott. Die Trauung wurde von der Schauspielerin und Komikerin Deven Green vollzogen, der Darstellerin von Betty Bowers.
Jinkx Monsoon ist sowohl von Hoffers Mutter als auch von den Komikerinnen Lucille Ball, Maria Bamford, Deven Green und Sarah Silverman inspiriert. Der Vorname bezieht sich auf das englische Wort jinx, was so viel wie beschreien bedeutet, da Hoffer laut eigener Aussage in vielen Situationen das Schlechstmögliche passiere. Der Nachname Monsoon ist eine Anspielung auf die von Jennifer Saunders gespielte Figur Edina Monsoon aus der Serie Absolutely Fabulous. Hoffer verkörpert daneben eine zweite Kunstfigur namens Deirde A. Irwin, ein aus den Südstaaten stammendes Medium.
 Persönliches
Hoffer erklärte in der Vergangenheit, sich nicht als männlich oder weiblich, sondern als non-gendered, also nichtbinär, zu identifizieren und aus diesem Grund in Bezug auf sich selbst das geschlechtsneutrale, singulare Fürwort they zu verwenden. In einem Interview 2017 berichtete Hoffer, sich nie vollständig männlich, sondern immer genderfluid beziehungsweise geschlechtlich zweideutig gefühlt, allerdings früher nicht die richtigen Worte dafür gekannt zu haben. Einige Jahre darauf bezeichnete Hoffer sich öffentlich als transfeminin, eine Bezeichnung für Personen mit männlichem Geburtsgeschlecht, die sich einer femininen Identität zugehörig fühlen. Aus diesem Grund ließ Hoffer offiziell den Vornamen in Hera umändern und unterzog sich einer Operation zur Feminisierung des Gesichts.
Hoffer leidet an Narkolepsie, was in der fünften Staffel von RuPaul’s Drag Race mehrmals Erwähnung fand.

## Karriere

### Film und Fernsehen
Nach ihrem Umzug nach Seattle schrieb Monsoon gemeinsam mit Nick Sahoyah Drehbücher für die Comedy-Webserie Funny or Die. In der Sketch-Reihe mit dem Titel Monsoon Season wurde sie als überbehütende, drogensüchtige und psychotische Mutter von Sahoyahs Figur Kamikaze Monsoon dargestellt.
Im Juni 2011 drehte der Amateur-Filmer Alex Berry eine Dokumentations-Serie über Hoffer. Diese trug den Titel Drag Becomes Him, eine Anspielung auf Der Tod steht ihr gut (Originaltitel Death Becomes Her), einer von Hoffers Lieblingsfilmen. Die auf YouTube ausgestrahlte Webserie behandelte in acht Folgen Hoffers Tätigkeit als Dragqueen und Privatleben. Im Oktober 2013 wurde bekanntgegeben, dass ein auf Drag Becomes Him basierender Spielfilm in Planung sei. Durch eine erfolgreiche Kickstarter-Kampagne im März 2014 konnte das Projekt schließlich umgesetzt und im April 2015 veröffentlicht werden.
Ebenfalls 2011 spielte Monsoon im Film Waxie Moon in Fallen Jewel des US-amerikanisch-russischen Regisseurs Wes Hurley mit. Die Produktion, die im Februar 2013 in die Kinos kam, handelte von der Travestiekünstlerin Waxie Moon, die sich in den 1990er Jahren auf die Suche nach einem Lebenspartner begibt. 2015 arbeitete Monsoon erneut mit Hurley und Moon für die Horror-Comedy-Webserie Capitol Hill zusammen. Diese handelte von einer Nachwuchs-Dragqueen (Moon), die in Seattle und eine Karriere als Schauspielerin anfängt. Die Folgen wurden auf der Webseite der Huffpost veröffentlicht.
2018 erhielt Monsoon, nachdem sie mit Rebecca Sugar Kontakt aufnahm, eine Sprechrolle in deren Zeichentrickserie Steven Universe. Monsoon erklärte gegenüber Billboard, nach der Bekanntgabe ihrer Besetzung als nichtbinäre Nebenfigur in der Serie viel Kritik aus der Öffentlichkeit erhalten zu haben, was sie schließlich zu ihrem eigenen Coming-out als nichtbinär inspirierte.
2020 spielten Monsoon und ihre Kollegin BenDeLaCreme Nebenrollen in der Hulu-Weihnachtsproduktion Happiest Season. Im selben Jahr verfassten sie das Drehbuch des Spielfilms The Jinkx and DeLa Holiday Special, in denen sie in den Hauptrollen zu sehen waren und der auf Weihnachts-Dragshows der beiden basiert. Mit dem Programm tourten sie von 2018 bis 2020 durch die USA, seit 2021 auch durch Kanada und das Vereinigte Königreich.
Im April 2023 gab die BBC bekannt, Monsoon für die 14. Staffel von Doctor Who in einer Hauptrolle verpflichtet zu haben. Laut dem Sender soll sie darin die „bislang mächtigste Gegnerin“ der Hauptfigur spielen. Im Mai 2024 wurden nähere Details zur Figur veröffentlicht, deren Geschlecht offen gelassen wird. Sie trägt den Namen Maestro und ist ein Abkömmling von Toymaker, einem ehemaligen Gegner des Protagonisten.

### Musik
Am 6. Mai 2014 wurde Monsoons Debüt-Album The Inevitable Album veröffentlicht. Die Lieder stammten aus verschiedenen Genres wie Blues, Jazz und Pop. Zudem ließ sich Monsoon von der Musik mehrerer anderer Künstlerinnen inspirieren, beispielsweise Bette Midler, Peggy Lee sowie Regina Spektor. Für das Lied The Bacon Shake arbeitete Monsoon mit dem Rockmusiker Fred Schneider zusammen, der es mitverfasste und im zugehörigen Musikvideo mitspielte.
Im Januar 2018 brachte Monsoon ein zweites Album mit dem Titel The Ginger Snapped heraus. Dieses enthält im Gegensatz zum ersten Lieder anderer Genres, beispielsweise Garage Rock, Grunge und Ska. Schneider wirkte erneut mit, ebenso Amanda Palmer, eine der Inspirationsquellen von The Inevitable Album. Das Musikvideo zu Cartoons and Vodka war als einziges animiert und stellte Monsoon als Figur verschiedener Zeichentrickproduktionen wie Beavis and Butt-Head, Die Peanuts oder Powerpuff Girls dar.

### RuPaul’s Drag Race

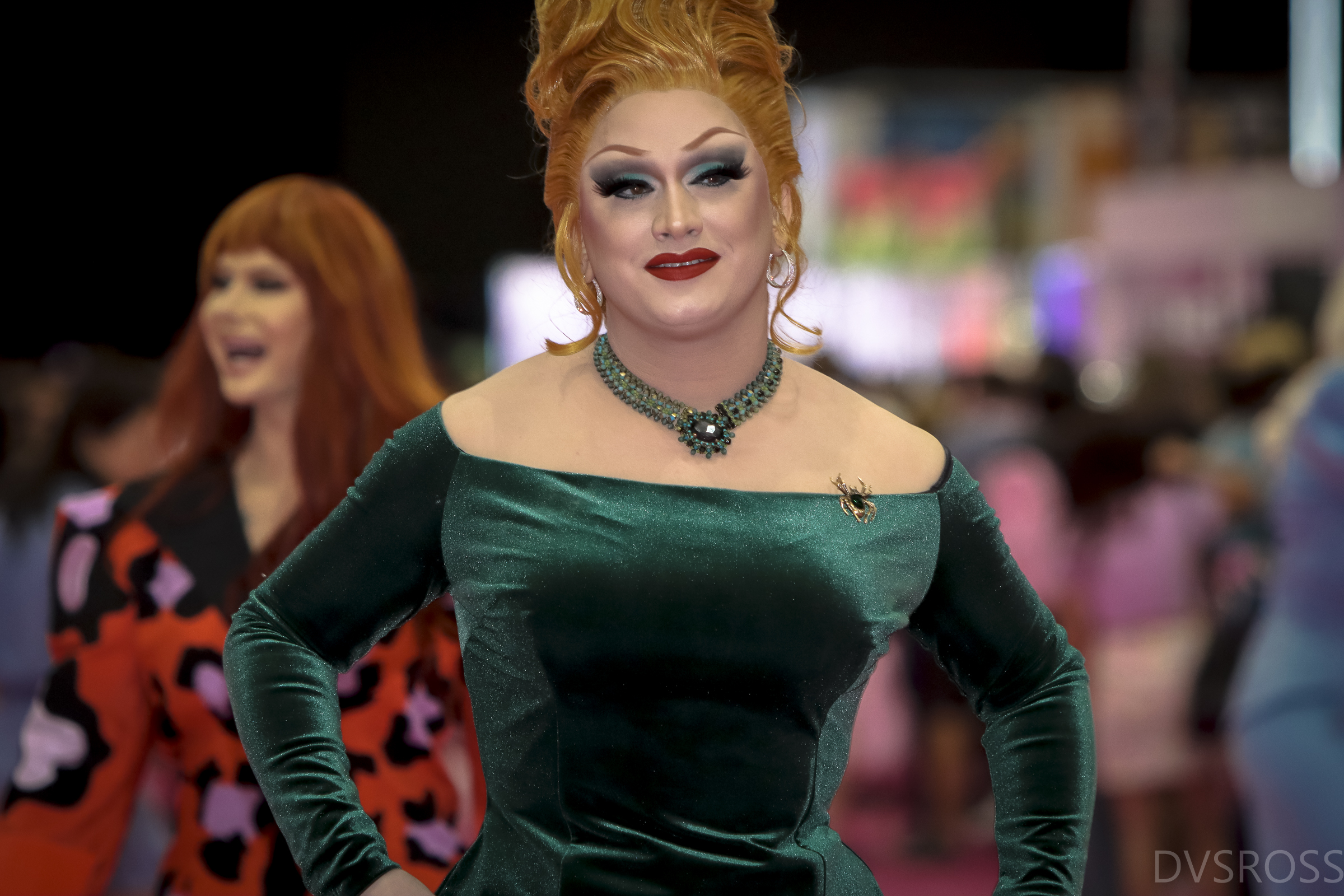
Monsoon auf der DragCon in Los Angeles 2022

Am 19. November 2012 veröffentlichte Logo eine Liste mit den 14 Teilnehmerinnen der fünften Staffel von RuPaul’s Drag Race, darunter Monsoon. Sie wurde durch die Gewinnerin der vierten Staffel Sharon Needles inspiriert, sich für die Sendung zu bewerben. Während der Staffel gewann Monsoon zwei Challenges genannte Hauptaufgaben. Beim Improvisations-Spiel Snatch Game imitierte sie Edith Bouvier Beale, in der Schauspiel-Challenge Drama Queens verkörperte sie neben Wilmer Valderrama die Hauptrolle in einer fiktiven Telenovela. Monsoon befand sich in der elften Folge unter den letzten Zwei, konnte aber durch einen Sieg beim Lipsync-Duell ihr Ausscheiden verhindern. Am 6. Mai 2013 gewann Monsoon die Staffel.
Am 13. April 2022 wurde Monsoon als eine der acht Kandidatinnen der siebten Staffel von RuPaul’s Drag Race All Stars angekündigt, an der nur ehemalige Gewinnerinnen teilnahmen. Sie gewann fünf der elf Challenges; dies waren das Snatch Game, bei dem sie Natasha Lyonne und Judy Garland imitierte, improvisiertes Schauspielern in einer Gerichtssendung-Parodie, ein Stand-up-Auftritt, die Produktion eines fiktiven viralen Tanzvideos und ein gegen die anderen Kandidatinnen gerichteter Roast. Nach den Verkündungen ihrer Siege trat sie gegen die anderen jeweiligen Gewinnerinnen der Challenges im Lipsync-Duell an, von denen sie drei gewann. Aufgrund eines geänderten Bewertungssystems der Staffel erhielten beide Challenge-Siegerinnen je einen Punkt. Daneben musste die Lipsync-Gewinnerin eine andere Teilnehmerin blockieren, die in der darauffolgenden Episode im Fall eines Gewinns keinen Punkt erhielt. Monsoon entschied sich, Shea Couleé und The Vivienne zu blockieren. Sie erhielt ihrerseits von Jaida Essence Hall und The Vivienne einen Block. Monsoon erzielte zudem nach einem Gewinn zwei Punkte und musste einen an eine andere Teilnehmerin übergeben. Monsoon gab ihn an Hall weiter. Nach der letzten Challenge zog Monsoon mit insgesamt vier erhaltenen Sternen schließlich ins Finale ein. Sie gewann sowohl das erste Lipsync-Duell gegen Couleé als auch das letzte gegen Monét X Change, wodurch sie Siegerin der Staffel und erste Dragqueen wurde, die zwei Staffeln von RuPaul’s Drag Race für sich entscheiden konnte.

### Theater
Im Januar 2012 verkörperte Monsoon die Figur Moritz im Musical Frühlings Erwachen am Balagan Theater in Seattle. Misha Berson lobte in der The Seattle Times ihren Gesang und Bühnenpräsenz, behauptete aber, dass sie übertrieben extravagant agierte, zu viele Grimassen schnitt und posierte. Dies führte zu einer Kontroverse in der LGBT-Gemeinschaft der Stadt, deren Mitglieder Bersons Kritik als homophob bezeichneten. Dan Savage verteidigte Monsoon in einem Gastbeitrag einer örtlichen Zeitung und behauptete, dass sie nicht zu extravagant gespielt habe, da Moritz nicht zwangsläufig heterosexuell sei, sondern auch als homosexuell ausgelegt werden könne. Von Juli bis August desselben Jahres war Monsoon am 5th Avenue Theatre in Rent als Angel zu sehen.

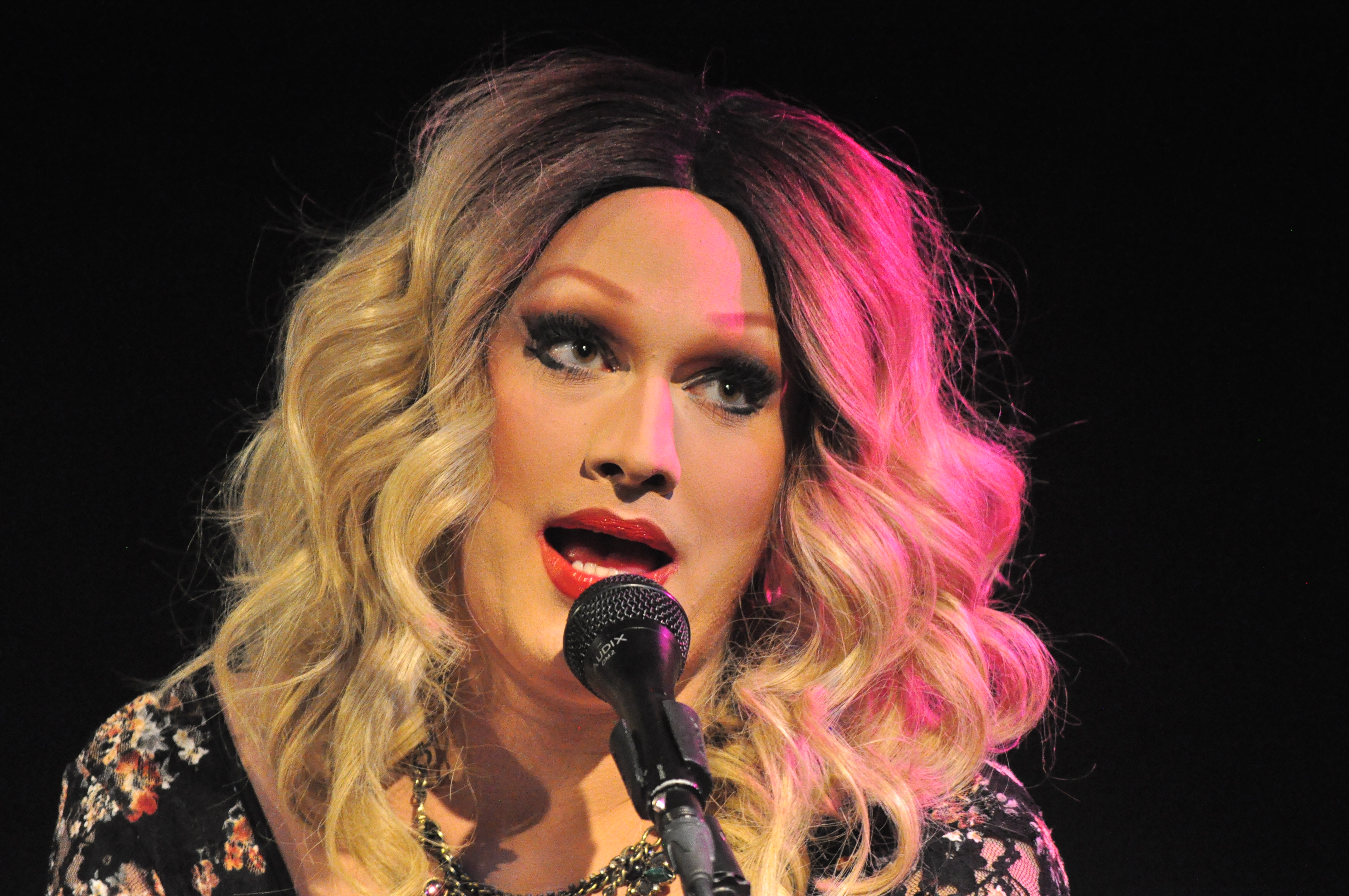
Monsoon bei einem Roast in Seattle 2014

Im Januar 2013 spielte Monsoon die Titelfigur in Hedwig and the Angry Inch am Moore Theatre. Im Juni desselben Jahres war sie in einer Koproduktion des 5th Avenue Theatre und des Seattle Men’s Chorus von Hairspray zu sehen. Von September bis November verkörperte Monsoon im Einakter-Cabaret-Musical am Laurie Beechman Theatre in New York The Vaudevillians die Rolle der Kitty Witless. Im Stück geht es um zwei Burlesque-Künstler, die in der Antarktis erfroren, durch die globale Erwärmung wieder zum Leben erwachen und entsetzt feststellen, dass viele ihrer Lieder wie Girls Just Want to Have Fun plagiiert wurden. Im Dezember spielte Monsoon erneut eine Woche lang am Balagan Theater in Hedwig and the Angry Inch.
Ende 2013 wurde Monsoon vom City Arts Magazine aus Seattle neben Megan Griffiths, Macklemore, Ryan Lewis und Wes Hurley zu einem der Künstler des Jahres ernannt. 2015 tourte sie mit dem Ensemble von The Vaudevillians durch Australien und erhielt dafür eine Nominierung für den Theaterpreis Helmann Award.
Im Mai 2017 beteiligte sich Monsoon in einem New Yorker Theater zusammen mit anderen Kunstschaffenden wie Randy Jones, Bianca Del Rio und John Waters an einem gegen den Journalisten Michael Musto gerichteten Roast. Der Erlös der Veranstaltung kam einem städtischen LGBT-Gesundheitszentrum zugute.
2019 wurde Monsoon in der Rolle der griechischen Muse Kalliope im Musical Xanadu besetzt, das auf dem gleichnamigen Film von 1980 basiert. Zwei Wochen vor dem Start der Musical-Tournee in Nordamerika, an der auch Monsoons Kollegin Ginger Minj als Melpomene mitwirken sollte, wurde diese aufgrund niedriger Ticketverkäufe auf unbestimmte Zeit abgesagt.
Anfang 2023 feierte Monsoon als Mama Morton in der Wiederaufführung des Musicals Chicago ihr Broadwaydebüt. Sie verkörperte zudem als erste Dragqueen die Rolle an dem Theater. Im Februar 2024 spielte sie in Off-Broadway-Produktionen von Der kleine Horrorladen die Protagonistin Audrey.

## Filmografie (Auswahl)
- 2010: Monsoon Season (Webserie, fünf Folgen)
- 2011: Drag Becomes Him (Webserie, acht Folgen)
- 2011: Waxie Moon in Fallen Jewel
- 2013: RuPaul’s Drag Race (Fernsehsendung, Gewinnerin Staffel 5)
- 2014: Blue Bloods – Crime Scene New York (Blue Boods, Fernsehserie, Episode 4x14)
- 2014: Drag Becomes Him
- 2015: Capitol Hill (Fernsehserie, sechs Folgen)
- 2018: Bravest Warriors (Zeichentrick-Fernsehserie, Sprechrolle Episoden 4x37–4x39)
- 2018: Steven Universe (Zeichentrick-Fernsehserie, Sprechrolle Episode 5x11)
- 2020: AJ and the Queen (Fernsehserie, Episode 1x2)
- 2020: Blood & Makeup (Fernsehserie, drei Folgen)
- 2020: Happiest Season
- 2020–2023: Helluva Boss (Webserie, Sprechrolle fünf Folgen)
- 2022: RuPaul’s Drag Race All Stars (Fernsehsendung, Gewinnerin Staffel 7)
- 2023: HouseBroken (Fernsehserie, Sprechrolle Episode 2x16)
- 2023: Adventure Time: Fionna and Cake (Fernsehserie, Sprechrolle vier Folgen)
- 2024: Doctor Who (Fernsehserie, Episode 14x2)